# Liste der Baudenkmale in Burgwedel
Die Liste der Baudenkmale in Burgwedel enthält alle Baudenkmale der niedersächsischen Stadt Burgwedel und der Ortsteile Engensen, Fuhrberg, Großburgwedel, Kleinburgwedel, Thönse und Wettmar. Die Quelle der Baudenkmale ist der Denkmalatlas Niedersachsen. Der Stand der Liste ist der 20. Dezember 2021.

## Allgemein
In den Spalten befinden sich folgende Informationen:
- Lage: die Adresse des Baudenkmales und die geographischen Koordinaten. Kartenansicht, um Koordinaten zu setzen. In der Kartenansicht sind Baudenkmale ohne Koordinaten mit einem roten Marker dargestellt und können in der Karte gesetzt werden. Baudenkmale ohne Bild sind mit einem blauen Marker gekennzeichnet, Baudenkmale mit Bild mit einem grünen Marker.
- Bezeichnung: Bezeichnung des Baudenkmales
- Beschreibung: die Beschreibung des Baudenkmales. Unter § 3 Abs. 2 NDSchG werden Einzeldenkmale und unter § 3 Abs. 3 NDSchG Gruppen baulicher Anlagen und deren Bestandteile ausgewiesen.
- ID: die Objekt-ID des Baudenkmales
- Bild: ein Bild des Baudenkmales, ggf. zusätzlich mit einem Link zu weiteren Fotos des Baudenkmals im Medienarchiv Wikimedia Commons. Wenn man auf das Kamerasymbol klickt, können Fotos zu Baudenkmalen aus dieser Liste hochgeladen werden:

## Engensen

### Einzelbaudenkmale
| Lage                                                 | Bezeichnung              | Beschreibung | ID       | Bild |
| ---------------------------------------------------- | ------------------------ | --- | -------- | ---- |
| Am Dorfteich 1 A 52° 29′ 54″ N, 9° 56′ 31″ O         | Wohn-/Wirtschaftsgebäude | | 31104751 | BW   |
| Bäckerstraße 4 52° 29′ 51″ N, 9° 56′ 28″ O           | Scheune                  | | 31104581 | BW   |
| Eichenweg 2 A 52° 29′ 49″ N, 9° 56′ 28″ O            | Altenteil                | | 31104598 | BW   |
| Kapellenstraße 1 52° 29′ 54″ N, 9° 56′ 26″ O         | Lehrerwohnhaus           | Das Haus wurde von 1868 bis 1870 nach einem Entwurf von Conrad Wilhelm Hase erbaut. Es ist wahrscheinlich einer der einfachsten Entwürfe von Hase.                                                                    | 31104615 |      |
| Ramlinger Straße 7 52° 29′ 59″ N, 9° 56′ 32″ O       | Altenteil                | | 31104651 | BW   |
| Schillerslager Straße 3A 52° 29′ 53″ N, 9° 56′ 36″ O | Wohn-/Wirtschaftsgebäude | | 31104668 |      |
| Thönser Straße 3 52° 29′ 54″ N, 9° 56′ 26″ O         | Kapelle                  | Die evangelische St. Marcus Kapelle Engensen ist ein kleiner Bau aus dem Spätmittelalter. Der Saalbau hat einen dreiseitigen Chorschluss aus Felstein mit Raseneisenstein. Im Inneren befindet sich eine Balkendecke. | 31104785 |      |
| Thönser Straße 3 52° 29′ 53″ N, 9° 56′ 27″ O         | Schule                   | | 39679680 | BW   |
| Wettmarer Straße 1 52° 29′ 56″ N, 9° 56′ 26″ O       | Wohnhaus                 | Das Wohnhaus wurde 1904 erbaut. | 31104802 | BW   |
| Wettmarer Straße 3 52° 29′ 57″ N, 9° 56′ 24″ O       | Altenteil                | | 31104819 | BW   |

## Fuhrberg

### Gruppe: Kirchviertel Fuhrberg
Baudenkmal (Gruppe):

| Lage                        | Bezeichnung           | Beschreibung | ID       | Bild |
| --------------------------- | --------------------- | ------------ | -------- | ---- |
| 52° 33′ 54″ N, 9° 50′ 53″ O | Kirchviertel Fuhrberg |              | 31076301 | BW   |

Baudenkmale (Einzeln):

| Lage                                           | Bezeichnung              | Beschreibung | ID       | Bild |
| ---------------------------------------------- | ------------------------ | --- | -------- | ---- |
| An der Kirche 2 52° 33′ 54″ N, 9° 50′ 56″ O    | Wohnhaus                 | Das Haus wurde 1898 erbaut. Auf der Rückseite befindet sich ein Mittelrisalit mit einer Rundbogenloggia.                                                             | 31104870 |      |
| An der Kirche 3 52° 33′ 55″ N, 9° 50′ 48″ O    | Wohn-/Wirtschaftsgebäude | Das Vierständerhallenhaus wurde im Jahre 1848 vom Meister Fricke erbaut. Es ist damit eins der ältesten Gebäude in Fuhrberg.                                         | 31104944 | BW   |
| An der Kirche 4 52° 33′ 55″ N, 9° 50′ 52″ O    | Kirche                   | Die Ludwig-Harms-Kirche wurde 1769 als Kapelle erbaut, nachdem der Vorgängerbau aus dem Mittelalter nicht mehr nutzbar war.                                          | 31104961 |      |
| An der Kirche 4 52° 33′ 55″ N, 9° 50′ 51″ O    | Kirchhof                 | | 31104981 | BW   |
| An der Kirche 5 52° 33′ 56″ N, 9° 50′ 46″ O    | Pfarrhaus                | | 31104415 | BW   |
| An der Kirche 6 52° 33′ 58″ N, 9° 50′ 52″ O    | Wohnhaus                 | | 31105020 |      |
| An der Kirche 6 52° 33′ 59″ N, 9° 50′ 52″ O    | Remise                   | | 31105044 | BW   |
| An der Kirche 8 52° 33′ 58″ N, 9° 50′ 49″ O    | Altenteil                | | 31105081 |      |
| An der Kirche 9 52° 33′ 58″ N, 9° 50′ 39″ O    | Wohn-/Wirtschaftsgebäude | | 31105099 |      |
| An der Kirche 9 52° 33′ 57″ N, 9° 50′ 38″ O    | Stall                    | | 31105137 | BW   |
| An der Kirche 9 52° 33′ 58″ N, 9° 50′ 38″ O    | Wirtschaftsgebäude       | | 31105119 | BW   |
| An der Kirche 10 52° 33′ 58″ N, 9° 50′ 45″ O   | Wirtschaftsgebäude       | | 31105193 |      |
| An der Kirche 10 52° 33′ 58″ N, 9° 50′ 46″ O   | Wohn-/Wirtschaftsgebäude | | 31105155 | BW   |
| An der Kirche 10A 52° 33′ 57″ N, 9° 50′ 47″ O  | Altenteil                | | 31105211 | BW   |
| An der Kirche 12 52° 33′ 59″ N, 9° 50′ 43″ O   | Wohn-/Wirtschaftsgebäude | | 31105231 |      |
| An der Kirche 12 52° 34′ 0″ N, 9° 50′ 43″ O    | Wirtschaftsgebäude       | | 31105251 | BW   |
| An der Kirche 12 52° 33′ 59″ N, 9° 50′ 45″ O   | Speicher                 | | 31105175 | BW   |
| Celler Straße 1 52° 33′ 52″ N, 9° 50′ 57″ O    | Wirtschaftsgebäude       | | 31105290 | BW   |
| Celler Straße 1 52° 33′ 51″ N, 9° 50′ 58″ O    | Wohn-/Wirtschaftsgebäude | | 31105270 | BW   |
| In den Tweechten 4a 52° 33′ 58″ N, 9° 51′ 3″ O | Altenteil                | Das niederdeutsche Hallenhaus (Wohnhaus und Viehstall) brannte 1968 ab und wurde 1969 wieder aufgebaut. Scheunen, Backhaus und Deputatarbeiterhaus blieben erhalten. | 31105505 | BW   |
| In den Tweechten 4a 52° 33′ 56″ N, 9° 51′ 4″ O | Backhaus                 | | 31105565 | BW   |
| In den Tweechten 6 52° 33′ 57″ N, 9° 50′ 56″ O | Wohn-/Wirtschaftsgebäude | | 31105583 |      |

### Gruppe: Hofanlagen Im Mittelfelde / Vor dem Hagen
Baudenkmal (Gruppe):

| Lage                        | Bezeichnung                               | Beschreibung | ID       | Bild |
| --------------------------- | ----------------------------------------- | ------------ | -------- | ---- |
| 52° 33′ 44″ N, 9° 50′ 48″ O | Hofanlagen Im Mittelfelde / Vor dem Hagen |              | 31076312 | BW   |

Baudenkmale (Einzeln):

| Lage                                         | Bezeichnung              | Beschreibung | ID       | Bild |
| -------------------------------------------- | ------------------------ | ------------ | -------- | ---- |
| Im Mittelfeld 2 52° 33′ 45″ N, 9° 50′ 50″ O  | Wohn-/Wirtschaftsgebäude |              | 31105447 | BW   |
| Im Mittelfeld 2 52° 33′ 45″ N, 9° 50′ 48″ O  | Scheune                  |              | 31105467 | BW   |
| Im Mittelfeld 2 52° 33′ 45″ N, 9° 50′ 48″ O  | Scheune                  |              | 31105698 | BW   |
| Im Mittelfeld 2 52° 33′ 44″ N, 9° 50′ 48″ O  | Stall                    |              | 40538306 | BW   |
| Vor dem Hagen 1 52° 33′ 44″ N, 9° 50′ 46″ O  | Wohn-/Wirtschaftsgebäude |              | 31105718 |      |
| Vor dem Hagen 1a 52° 33′ 43″ N, 9° 50′ 48″ O | Altenteil                |              | 31105427 | BW   |
| Vor dem Hagen 3 52° 33′ 44″ N, 9° 50′ 44″ O  | Wohn-/Wirtschaftsgebäude |              | 31105772 |      |
| Vor dem Hagen 3 52° 33′ 44″ N, 9° 50′ 46″ O  | Altenteil                |              | 31105754 | BW   |

### Gruppe: Hofanlage Mohnpfuhlweg 4
Baudenkmal (Gruppe):

| Lage                                       | Bezeichnung              | Beschreibung | ID       | Bild |
| ------------------------------------------ | ------------------------ | ------------ | -------- | ---- |
| Mohnpfuhlweg 4 52° 33′ 38″ N, 9° 50′ 52″ O | Hofanlage Mohnpfuhlweg 4 |              | 31076323 | BW   |

Baudenkmale (Einzeln):

| Lage                                       | Bezeichnung              | Beschreibung | ID       | Bild |
| ------------------------------------------ | ------------------------ | ------------ | -------- | ---- |
| Mohnpfuhlweg 4 52° 33′ 38″ N, 9° 50′ 52″ O | Wohn-/Wirtschaftsgebäude |              | 31105623 | BW   |
| Mohnpfuhlweg 4 52° 33′ 38″ N, 9° 50′ 53″ O | Altenteil                |              | 31105680 | BW   |
| Mohnpfuhlweg 4 52° 33′ 39″ N, 9° 50′ 53″ O | Stallscheune             |              | 31105641 | BW   |
| Mohnpfuhlweg 4 52° 33′ 39″ N, 9° 50′ 54″ O | Scheune                  |              | 31105661 | BW   |

### Einzelbaudenkmale
| Lage                                                 | Bezeichnung              | Beschreibung                                                                                         | ID       | Bild |
| ---------------------------------------------------- | ------------------------ | --- | -------- | ---- |
| Alte Burgwedeler Straße 5 52° 33′ 42″ N, 9° 51′ 4″ O | Scheune                  | | 31104836 | BW   |
| Celler Straße 24 52° 34′ 0″ N, 9° 51′ 20″ O          | Forsthaus                | | 31105308 | BW   |
| Fuhrhorstweg 2 52° 34′ 0″ N, 9° 51′ 21″ O            | Forsthaus                | | 31105325 | BW   |
| Dorfstraße 11 52° 33′ 45″ N, 9° 50′ 38″ O            | Backhaus                 | | 31105359 |      |
| Fuhrberger Wald 52° 34′ 24″ N, 9° 50′ 18″ O          | Bienenzaun               | Der Bienenzaun zur Aufstellung von Bienenkörben entstand in der zweiten Hälfte des 19. Jahrhunderts. | 31109180 |      |
| Hannoversche Straße 3 52° 33′ 51″ N, 9° 51′ 13″ O    | Wohn-/Wirtschaftsgebäude | | 31105393 | BW   |
| Hannoversche Straße 3A 52° 33′ 52″ N, 9° 51′ 12″ O   | Backhaus                 | | 31105410 | BW   |
| Mellendorfer Straße 3 52° 33′ 52″ N, 9° 50′ 50″ O    | Schulhaus                | | 31105604 | BW   |
| Zur alten Burg 10 52° 33′ 49″ N, 9° 51′ 6″ O         | Altenteil                | | 31105376 | BW   |

## Großburgwedel

### Gruppe: Ehemaliger Amtshof
Baudenkmal (Gruppe),  Stand dieser Gruppe ist der 6. November 2023:

| Lage                        | Bezeichnung        | Beschreibung | ID       | Bild |
| --------------------------- | ------------------ | ------------ | -------- | ---- |
| 52° 29′ 36″ N, 9° 51′ 20″ O | Ehemaliger Amtshof |              | 31076344 |      |

Baudenkmale (Einzeln):

| Lage                                     | Bezeichnung                      | Beschreibung | ID       | Bild           |
| ---------------------------------------- | -------------------------------- | ------------ | -------- | -------------- |
| Im Klint 4 52° 29′ 36″ N, 9° 51′ 21″ O   | Amtshof - Hauptgebäude           |              | 31106746 | Weitere Bilder |
| Im Klint 4 A 52° 29′ 36″ N, 9° 51′ 18″ O | Amtshof - ehem. Wachtmeisterhaus |              | 31106766 | Weitere Bilder |
| Im Klint 4 52° 29′ 37″ N, 9° 51′ 19″ O   | Amtshof - ehem. Remise           |              | 38725206 | Weitere Bilder |

### Gruppe: Hofanlagen Meineworthvorstadt
Baudenkmal (Gruppe):

| Lage                                               | Bezeichnung                   | Beschreibung | ID       | Bild           |
| -------------------------------------------------- | ----------------------------- | ------------ | -------- | -------------- |
| Heinrich-Wöhler-Straße 52° 29′ 29″ N, 9° 50′ 52″ O | Hofanlagen Meineworthvorstadt |              | 31076333 | Weitere Bilder |

Baudenkmale (Einzeln):

| Lage                                                  | Bezeichnung              | Beschreibung | ID       | Bild |
| ----------------------------------------------------- | ------------------------ | ------------ | -------- | ---- |
| Heinrich-Wöhler-Straße 52° 29′ 29″ N, 9° 50′ 53″ O    | Straße                   |              | 31104526 |      |
| Heinrich-Wöhler-Straße 1 52° 29′ 30″ N, 9° 51′ 2″ O   | Scheune                  |              | 31106076 |      |
| Heinrich-Wöhler-Straße 1 52° 29′ 30″ N, 9° 51′ 2″ O   | Stall                    |              | 49949095 | BW   |
| Heinrich-Wöhler-Straße 1 52° 29′ 29″ N, 9° 51′ 2″ O   | Wohn-/Wirtschaftsgebäude |              | 31106040 |      |
| Heinrich-Wöhler-Straße 1 52° 29′ 29″ N, 9° 51′ 3″ O   | Stall                    |              | 31106058 |      |
| Heinrich-Wöhler-Straße 3 52° 29′ 29″ N, 9° 50′ 58″ O  | Wohn-/Wirtschaftsgebäude |              | 31106094 |      |
| Heinrich-Wöhler-Straße 3 52° 29′ 29″ N, 9° 50′ 57″ O  | Scheune                  |              | 31106112 |      |
| Heinrich-Wöhler-Straße 3 52° 29′ 29″ N, 9° 50′ 57″ O  | Stall                    |              | 31106130 |      |
| Heinrich-Wöhler-Straße 4 52° 29′ 30″ N, 9° 50′ 59″ O  | Hofstelle                |              |          |      |
| Heinrich-Wöhler-Straße 4c 52° 29′ 31″ N, 9° 50′ 58″ O | Altenteil                |              |          | BW   |
| Heinrich-Wöhler-Straße 5 52° 29′ 29″ N, 9° 50′ 55″ O  | Wohnhaus                 | erbaut 1828  |          |      |
| Heinrich-Wöhler-Straße 6 52° 29′ 31″ N, 9° 50′ 56″ O  | Wohnhaus                 |              |          |      |
| Heinrich-Wöhler-Straße 10 52° 29′ 30″ N, 9° 50′ 50″ O | Wohnhaus                 |              |          |      |
| Heinrich-Wöhler-Straße 15 52° 29′ 28″ N, 9° 50′ 46″ O |                          |              |          |      |
| In der Meineworth 5 52° 29′ 27″ N, 9° 50′ 59″ O       | Wohn-/Wirtschaftsgebäude |              | 31106965 |      |
| In der Meineworth 10 52° 29′ 28″ N, 9° 50′ 55″ O      | Wohn-/Wirtschaftsgebäude |              | 31106184 |      |

### Gruppe: Friedhofsanlage Thönser Straße
Baudenkmal (Gruppe):

| Lage                                       | Bezeichnung                    | Beschreibung | ID       | Bild           |
| ------------------------------------------ | ------------------------------ | ------------ | -------- | -------------- |
| Thönser Straße 52° 29′ 35″ N, 9° 51′ 45″ O | Friedhofsanlage Thönser Straße |              | 31076386 | Weitere Bilder |

Baudenkmale (Einzeln):

| Lage                                       | Bezeichnung | Beschreibung | ID       | Bild |
| ------------------------------------------ | ----------- | ------------ | -------- | ---- |
| Thönser Straße 52° 29′ 35″ N, 9° 51′ 42″ O | Kapelle     |              | 31107718 |      |
| Thönser Straße 52° 29′ 36″ N, 9° 51′ 43″ O | Friedhof    |              | 31107738 |      |

### Gruppe: Kirchviertel Großburgwedel
Baudenkmal (Gruppe):

| Lage                        | Bezeichnung                | Beschreibung | ID       | Bild |
| --------------------------- | -------------------------- | ------------ | -------- | ---- |
| 52° 29′ 30″ N, 9° 51′ 19″ O | Kirchviertel Großburgwedel |              | 31076355 | BW   |

Baudenkmale (Einzeln):

| Lage                                         | Bezeichnung  | Beschreibung | ID       | Bild           |
| -------------------------------------------- | ------------ | --- | -------- | -------------- |
| Im Mitteldorf 1 52° 29′ 29″ N, 9° 51′ 20″ O  | Kirche       | Die Kirche St. Petri Großburgwedel ist wahrscheinlich um 1200 erbaut worden. Das Dach wurde 1395 zu einem Kreuzrippengewölbe ausgebaut. | 31109100 | Weitere Bilder |
| Im Mitteldorf 1 52° 29′ 30″ N, 9° 51′ 20″ O  | Kirchhof     | | 31106823 |                |
| Im Mitteldorf 2 52° 29′ 31″ N, 9° 51′ 21″ O  | Wohnhaus     | | 31107484 |                |
| Im Mitteldorf 3 52° 29′ 30″ N, 9° 51′ 21″ O  | Küsterhaus   | erbaut 1833 | 31106841 |                |
| Im Mitteldorf 7 52° 29′ 30″ N, 9° 51′ 18″ O  | Schule       | | 31106864 |                |
| Im Mitteldorf 11 52° 29′ 30″ N, 9° 51′ 17″ O | Gemeindehaus | | 31106889 |                |
| Im Mitteldorf 13 52° 29′ 29″ N, 9° 51′ 15″ O | Schule       | Die Schule wurde 1907 für 180 Schüler gebaut.                                                                                           | 31106909 | Weitere Bilder |

### Gruppe: Hofanlage In der Meineworth 23/23a
Baudenkmal (Gruppe):

| Lage                                                 | Bezeichnung                        | Beschreibung | ID       | Bild |
| ---------------------------------------------------- | ---------------------------------- | ------------ | -------- | ---- |
| In der Meineworth 23/23a 52° 29′ 28″ N, 9° 50′ 41″ O | Hofanlage In der Meineworth 23/23a |              | 31078932 |      |

Baudenkmale (Einzeln):

| Lage                                              | Bezeichnung              | Beschreibung | ID       | Bild |
| ------------------------------------------------- | ------------------------ | ------------ | -------- | ---- |
| In der Meineworth 23 52° 29′ 28″ N, 9° 50′ 40″ O  | Wohn-/Wirtschaftsgebäude | erbaut 1828  | 31107359 |      |
| In der Meineworth 23a 52° 29′ 28″ N, 9° 50′ 42″ O | Altenteil                |              | 31107395 |      |

### Gruppe: Pestalozzistiftung - Erweiterungsbauten
Baudenkmal (Gruppe):

| Lage                                         | Bezeichnung                             | Beschreibung | ID       | Bild |
| -------------------------------------------- | --------------------------------------- | ------------ | -------- | ---- |
| Pestalozzistraße 52° 29′ 13″ N, 9° 51′ 43″ O | Pestalozzistiftung - Erweiterungsbauten |              | 31076365 |      |

Baudenkmale (Einzeln):

| Lage                                           | Bezeichnung        | Beschreibung | ID       | Bild |
| ---------------------------------------------- | ------------------ | ------------ | -------- | ---- |
| Pestalozzistraße 5 52° 29′ 14″ N, 9° 51′ 40″ O | Verwaltungsgebäude |              | 31107543 |      |
| Pestalozzistraße 7 52° 29′ 14″ N, 9° 51′ 42″ O | Wohnheim           |              | 31107600 |      |
| Pestalozzistraße 9 52° 29′ 12″ N, 9° 51′ 46″ O | Wohnheim           |              | 31107622 |      |

### Gruppe: Ehemalige Hofanlagen Von-Alten-Straße
Baudenkmal (Gruppe):

| Lage                                         | Bezeichnung                           | Beschreibung | ID       | Bild |
| -------------------------------------------- | ------------------------------------- | ------------ | -------- | ---- |
| Von-Alten-Straße 52° 29′ 36″ N, 9° 51′ 35″ O | Ehemalige Hofanlagen Von-Alten-Straße |              | 31076396 |      |

Baudenkmale (Einzeln):

| Lage                                             | Bezeichnung              | Beschreibung | ID       | Bild |
| ------------------------------------------------ | ------------------------ | ------------ | -------- | ---- |
| Von-Alten-Straße 16 52° 29′ 36″ N, 9° 51′ 36″ O  | Wohn-/Wirtschaftsgebäude |              | 31107827 |      |
| Von-Alten-Straße 16a 52° 29′ 34″ N, 9° 51′ 36″ O | Schmiede                 |              | 31107844 |      |
| Von-Alten-Straße 19 52° 29′ 36″ N, 9° 51′ 34″ O  | Wohn-/Wirtschaftsgebäude |              | 31107897 |      |

### Einzelbaudenkmale
| Lage                                               | Bezeichnung              | Beschreibung                                                                                         | ID       | Bild           |
| -------------------------------------------------- | ------------------------ | --- | -------- | -------------- |
| Am Markt 5 52° 29′ 32″ N, 9° 51′ 16″ O             | Wohn-/Geschäftshaus      | | 31105792 | Weitere Bilder |
| Am Markt 7 52° 29′ 33″ N, 9° 51′ 16″ O             | Wohn-/Wirtschaftsgebäude | | 31105809 |                |
| Auf dem Amtshof 8 52° 29′ 36″ N, 9° 51′ 27″ O      | Wohnhaus                 | Das Haus wurde als Fachwerkhaus im Jahre 1668 erbaut.                                                | 31105827 | Weitere Bilder |
| Bahnhofstraße 10 52° 29′ 53″ N, 9° 51′ 22″ O       | Villa                    | | 31105844 |                |
| Dammstraße 7 52° 29′ 34″ N, 9° 50′ 57″ O           | Wohn-/Wirtschaftsgebäude | | 31105883 |                |
| Dammstraße 11 52° 29′ 36″ N, 9° 50′ 55″ O          | Wohn-/Wirtschaftsgebäude | Das Zweiständer-Fachwerkhaus wurde 1668 erbaut. 2017 beginnt eine auf zwei Jahre geplante Sanierung. | 31109119 |                |
| Dammstraße 16 52° 29′ 35″ N, 9° 51′ 0″ O           | Wohn-/Wirtschaftsgebäude | | 31105904 |                |
| Eiermarkt 3D 52° 29′ 34″ N, 9° 50′ 55″ O           | Wohn-/Wirtschaftsgebäude | | 31105921 |                |
| Eiermarkt 15 52° 29′ 34″ N, 9° 50′ 49″ O           | Wohn-/Wirtschaftsgebäude | | 31105960 |                |
| Eiermarkt 19 52° 29′ 34″ N, 9° 50′ 46″ O           | Wohn-/Wirtschaftsgebäude | | 31106003 |                |
| Hannoversche Straße 19 52° 29′ 27″ N, 9° 51′ 36″ O | Wohn-/Wirtschaftsgebäude | | 31106023 |                |
| Im Klint 2 52° 29′ 34″ N, 9° 51′ 20″ O             | Sparkasse                | | 31106729 | Weitere Bilder |
| Im Klint 12 52° 29′ 42″ N, 9° 51′ 8″ O             | Villa                    | | 31106806 |                |
| Im Mitteldorf 4 52° 29′ 31″ N, 9° 51′ 18″ O        | Wohn-/Geschäftshaus      | | 31107503 | Weitere Bilder |
| Pestalozzistraße 21 52° 28′ 46″ N, 9° 52′ 59″ O    | Scheune                  | | 36024589 | BW             |
| Pestalozzistraße 22 52° 29′ 5″ N, 9° 51′ 58″ O     | Wichernhaus              | | 31107646 |                |
| Von-Alten-Straße 4 52° 29′ 32″ N, 9° 51′ 28″ O     | Wohnhaus                 | | 31107774 |                |
| Von-Alten-Straße 4 52° 29′ 32″ N, 9° 51′ 29″ O     | Nebengebäude             | | 31107792 |                |
| Von-Eltz-Straße 6 52° 29′ 43″ N, 9° 51′ 0″ O       | Försterhaus              | | 31107950 |                |

## Kleinburgwedel

### Einzelbaudenkmale
| Lage                                                          | Bezeichnung              | Beschreibung                     | ID       | Bild |
| ------------------------------------------------------------- | ------------------------ | -------------------------------- | -------- | ---- |
| Heidbergstraße 2 52° 30′ 37″ N, 9° 52′ 40″ O                  | Wohn-/Wirtschaftsgebäude |                                  | 31107969 |      |
| Brombeerkamp 1 52° 30′ 33″ N, 9° 52′ 53″ O                    | Wohn-/Wirtschaftsgebäude |                                  | 31107986 | BW   |
| Großburgwedeler Straße/Radenstraß 52° 30′ 31″ N, 9° 52′ 48″ O | Gefallenendenkmal        | Gefallenendenkmal Kleinburgwedel | 31108089 | BW   |
| Radenstraße 6 52° 30′ 30″ N, 9° 52′ 52″ O                     | Wohn-/Wirtschaftsgebäude |                                  | 31108021 | BW   |
| Radenstraße 12 52° 30′ 30″ N, 9° 53′ 1″ O                     | Wohn-/Wirtschaftsgebäude |                                  | 31108038 | BW   |
| Schulstraße 1 52° 30′ 30″ N, 9° 52′ 47″ O                     | Schule                   |                                  | 31108055 |      |

## Thönse

### Einzelbaudenkmale
| Lage                                                                | Bezeichnung              | Beschreibung                                                                                                   | ID       | Bild |
| ------------------------------------------------------------------- | ------------------------ | --- | -------- | --- |
| Lange Reihe 14 52° 29′ 35″ N, 9° 54′ 8″ O                           | Scheune                  | | 31108211 | BW |
| Lange Reihe 16 52° 29′ 35″ N, 9° 54′ 10″ O                          | Scheune                  | | 31108159 | BW |
| Lange Reihe 32 52° 29′ 38″ N, 9° 54′ 19″ O                          | Wohn-/Wirtschaftsgebäude | | 31108228 | |
| Strubuschweg 2, ehemals Strubuschweg 33 52° 29′ 35″ N, 9° 54′ 19″ O | Wohn-/Wirtschaftsgebäude | Erbaut um 1700, seit dem 19. Jahrhundert mit Stallanbau. Große Teile des Erdgeschosses wurden um 1950 ersetzt. | 31108245 | [[Vorlage:Bilderwunsch/code!/C:52.49298,9.90531!/D:Strubuschweg 2, ehemals Strubuschweg 33, Wohn-/Wirtschaftsgebäude!/\|BW]] |
| Unter den Eichen 9 52° 29′ 43″ N, 9° 54′ 15″ O                      | Wohn-/Wirtschaftsgebäude | Laut Inschrift ist das Haus 1736 erbaut worden.                                                                | 31108263 | |

## Wettmar

### Gruppe: Kirchenanlage Wettmar
Baudenkmal (Gruppe):

| Lage                                      | Bezeichnung           | Beschreibung | ID       | Bild |
| ----------------------------------------- | --------------------- | ------------ | -------- | ---- |
| An der Kirche 52° 30′ 37″ N, 9° 55′ 17″ O | Kirchenanlage Wettmar |              | 31076407 | BW   |

Baudenkmale (Einzeln):

| Lage                                      | Bezeichnung | Beschreibung | ID       | Bild |
| ----------------------------------------- | ----------- | --- | -------- | ---- |
| An der Kirche 52° 30′ 37″ N, 9° 55′ 18″ O | Kirche      | Nachdem der Vorgängerbau bei einem Brand 1850 völlig zerstört wurde, entstand die Kirche St. Marcus Wettmar von 1854 bis 1855 neu. Der Architekt war Conrad Wilhelm Hase, es war sein erster Kirchenbau. Im Jahre 1978 brannte der Dachstuhl, danach wurde die Farbgestaltung im Inneren wieder hergestellt. Die Ausstattung im Inneren ist aus der Bauzeit. | 31108280 |      |
| An der Kirche 52° 30′ 38″ N, 9° 55′ 18″ O | Kirchhof    | | 31108318 | BW   |

### Gruppe: Hofanlage Heiertrift 3
Baudenkmal (Gruppe):

| Lage                                     | Bezeichnung            | Beschreibung | ID       | Bild |
| ---------------------------------------- | ---------------------- | ------------ | -------- | ---- |
| Heiertrift 3 52° 30′ 44″ N, 9° 55′ 17″ O | Hofanlage Heiertrift 3 |              | 31076428 | BW   |

Baudenkmale (Einzeln):

| Lage                                     | Bezeichnung              | Beschreibung | ID       | Bild |
| ---------------------------------------- | ------------------------ | ------------ | -------- | ---- |
| Heiertrift 3 52° 30′ 43″ N, 9° 55′ 18″ O | Wohn-/Wirtschaftsgebäude |              | 31108585 | BW   |
| Heierdrift 3 52° 30′ 43″ N, 9° 55′ 16″ O | Remise                   |              | 31108605 | BW   |

### Gruppe: Hofanlage Heiertrift 10
Baudenkmal (Gruppe):

| Lage                        | Bezeichnung             | Beschreibung | ID       | Bild |
| --------------------------- | ----------------------- | ------------ | -------- | ---- |
| 52° 30′ 46″ N, 9° 55′ 20″ O | Hofanlage Heiertrift 10 |              | 31076438 | BW   |

Baudenkmale (Einzeln):

| Lage                                      | Bezeichnung              | Beschreibung | ID       | Bild |
| ----------------------------------------- | ------------------------ | ------------ | -------- | ---- |
| Heiertrift 10 52° 30′ 47″ N, 9° 55′ 20″ O | Wohn-/Wirtschaftsgebäude |              | 31108623 | BW   |
| Heierdrift 10 52° 30′ 47″ N, 9° 55′ 21″ O | Scheune                  |              | 31108641 | BW   |
| Heiertrift 10 52° 30′ 47″ N, 9° 55′ 21″ O | Scheune                  |              | 31108659 | BW   |

### Gruppe: Hofanlage Thönser Straße 1
Baudenkmal (Gruppe):

| Lage                                         | Bezeichnung                | Beschreibung | ID | Bild |
| -------------------------------------------- | -------------------------- | ------------ | -- | ---- |
| Thönser Straße 1 52° 30′ 34″ N, 9° 55′ 24″ O | Hofanlage Thönser Straße 1 |              |    | BW   |

Baudenkmale (Einzeln):

| Lage                                         | Bezeichnung | Beschreibung | ID       | Bild |
| -------------------------------------------- | ----------- | ------------ | -------- | ---- |
| Thönser Straße 1 52° 30′ 35″ N, 9° 55′ 25″ O | Scheune     |              | 31108801 | BW   |
| Thönser Straße 1 52° 30′ 33″ N, 9° 55′ 23″ O | Backhaus    |              | 31108819 | BW   |

### Einzelbaudenkmale
| Lage                                            | Bezeichnung              | Beschreibung | ID       | Bild |
| ----------------------------------------------- | ------------------------ | --- | -------- | ---- |
| Celler Weg 52° 30′ 39″ N, 9° 55′ 24″ O          | Gefallenendenkmal        | Gefallenendenkmal Wettmar | 31108353 | BW   |
| Hauptstraße 16 52° 30′ 36″ N, 9° 55′ 29″ O      | Wohn-/Wirtschaftsgebäude | | 31108460 |      |
| Hauptstraße 20 52° 30′ 37″ N, 9° 55′ 27″ O      | Wohnhaus                 | | 31108568 |      |
| Hauptstraße/K 119 52° 30′ 22″ N, 9° 55′ 40″ O   | Mühle                    | Die Bockwindmühle Wettmar wurde wahrscheinlich 1747 erbaut und war bis 1940 in Betrieb. Die Mühle wurde durch den Heimatverein ab 2007 restauriert und wieder betriebsfähig gemacht und in diesem Zusammenhang an einen neuen Standort versetzt. | 31108730 |      |
| Meitzer Weg 2 52° 30′ 46″ N, 9° 55′ 12″ O       | Wohn-/Wirtschaftsgebäude | | 31108695 |      |
| Schmiedestraße 16 52° 30′ 42″ N, 9° 55′ 25″ O   | Wohn-/Wirtschaftsgebäude | Die ehemalige Scheune ist heute ein Wohnhaus. | 31108748 | BW   |
| Unter den Eichen 1 52° 30′ 39″ N, 9° 55′ 31″ O  | Wohnhaus                 | | 31108963 |      |
| Unter den Eichen 6 52° 30′ 38″ N, 9° 55′ 30″ O  | Wohn-/Wirtschaftsgebäude | | 31108980 |      |
| Unter den Eichen 10 52° 30′ 38″ N, 9° 55′ 35″ O | Wohn-/Wirtschaftsgebäude | | 31108997 | BW   |
| Wellmühle 1 52° 31′ 48″ N, 9° 55′ 26″ O         | Forsthaus                | | 31109018 | BW   |